# Trentepohlia (Mongoma) fragillima bertrandae
Trentepohlia (Mongoma) fragillima bertrandae is een ondersoort van de tweevleugelige Trentepohlia (Mongoma) fragillima uit de familie steltmuggen (Limoniidae). De ondersoort komt voor in het Afrotropisch gebied.